# Chalepoxenus kutteri
Chalepoxenus kutteri là một loài kiến thuộc họ Formicidae. Đây là loài đặc hữu của Pháp.